# Liste der Stolpersteine in Kampen (Sylt)
Die Liste der Stolpersteine in Kampen (Sylt) enthält alle Stolpersteine, die im Rahmen des gleichnamigen Kunst-Projekts von Gunter Demnig in der Gemeinde Kampen (Sylt) verlegt wurden. Mit ihnen soll an Opfer des Nationalsozialismus erinnert werden, die in der Gemeinde lebten und wirkten.
| Adresse      | Person    | Verlege- datum | Inschrift                                                                         | Bild | Anmerkung |
| ------------ | --------- | -------------- | --------------------------------------------------------------------------------- | ---- | --- |
| Wattweg 10 · | Anita Rée | 07.08.2007     | Hier wohnte Anita Rée Jg. 1885 entrechtet/gedemütigt Flucht in den Tod 12.12.1933 |      | Spätestens ab 1930 wurde sie von den Nationalsozialisten verfemt, was auch erhebliche wirtschaftliche Folgen hatte. Nach enttäuschter Liebe zog sie 1932 nach Sylt, wo sie sich 1933 das Leben nahm. In Hamburg-Rotherbaum wurde ein weiterer Stolperstein für Anita Rée verlegt. |